# Artocarpus nanchuanensis
Artocarpus nanchuanensis là một loài thực vật có hoa trong họ Moraceae. Loài này được S.S.Chang S.C.Tan & Z.Y.Liu mô tả khoa học đầu tiên năm 1989.